# HAR-CO
HAR-CO（1982年6月18日-）は日本の東京都出身のヒップホップMC、音楽プロデューサー、実業家。当初HAR-COの名で活動していたが、2016年に拠点を東南アジアに移したと同時に「J.S」（「JAPANESE SAMURAI」の意味）に改名し、SUPER JUNIORの『SORRY, SORRY』等の楽曲制作で知られるユ・ヨンジン/Jackと共に国際音楽集団「United Asians」を設立。主宰として活動。
2024年、エグゼクティブプロデューサーにZETTONを迎え、新アルバム制作のために10年ぶりに日本へ帰国。HAR-CO名義に原点回帰し、英語ラップを中心にグローバルな音楽シーンで活動を展開。

## 来歴

### 生い立ち
東京都品川区に生まれる。父親に連れられ、アメリカやイタリアなど世界各地を転々としながら育つ。姉の影響で、幼少時代からピアノなどの音楽教育を受ける。13才の時にブラジルにサッカー留学し、「ジーコ・サッカー・スクール」に第一期生として加入。
帰国後、ストリートファイトで足を負傷し、プロサッカー選手の夢を断念。ブラック・ムービー『ジュース (映画)』に影響され、日系ブラジル、ペルー、チリ、ボリビア、アルゼンチン人で構成されたギャングチーム「鶴見ボーイズ」に唯一の日本人として加入。成人メンバーがほとんどだったが、16歳でリーダーとなって六本木を中心に活動を開始。数々の抗争事件を起こし、計2度の逮捕・収監経験を持つ。収監中に約5,000冊の書籍を読破し（主に古典、哲学書、経済誌を愛読）、刑務所内の詩のコンテストでは金賞を受賞。出所後には簿記一級を取得した。

### 音楽活動開始（2008年）
出所後、神奈川県川崎市を拠点にアンダーグラウンドの世界に身を置きながら、DJ TAKESHIと共にイベント「Cross road」、レーベル「K-Sound」を立ち上げる。川崎市のヒップホップシーンを裏から支える立場として活動していたが、2008年に収監中に書いていたリリック・ノートを読んだラッパーのKM-MARKITに薦められ、KM-MARKITや、SPHEREが立ち上げたクルー『TOKYO SOUTH』[[表示名>URL]]にて初めてマイクを握る。
その後KM-MARKITと共に「THE RAIDERS」を結成し、ファーストアルバム『THE RAIDERS』をリリース。
2012年、『Do you remember』でソロデビュー。続けて『Fuck the world』、『Gangsta road』をリリース。多くの客演をこなしながらBIG RONやHOKTとともに全国ツアーを敢行した。

### 世界へ（2014年-2023年）
2014年4月、日本国内での活動に閉塞感を感じ、「限界を突破してビルボードを獲るため」と単身渡米しニューヨークへ。ベン・E・キングのパートナーであった大木トオルの紹介により、Universal Groove Entertainmentにてボイストレーニングに励みながら、知己のプエルトリカン・ギャングとハーレム、ブロンクス地区のクラブをまわり、現地ヒップホップシーンと交流を深める。SOB'sのオーナーの実子Jordanとレコーディングを行った。
半年後、拠点を東南アジアに移動。「世界中のアジア人だけのヒップホップドリームを叶えるための第三次世界大戦」という信念のもと、レーベル「United Asians」を立ち上げる。同時に「日本人としての誇りを取り戻す」とJ.S aka HAR-COに改名。アルバム『J.S missile』をリリース。
2020年にはLIL EAZY Eとのコラボレーションし作品をリリース。再渡米したロサンゼルスで「Fast life Ft. Lil Eazy E, BIG RON」のミュージックビデオも撮影し、YouTubeで公開した。
現在は「アジア人ラッパーの存在を、世界の音楽シーンに知らしめること」を目標にに活動をつづけている。
2021年にはプロデューサーにNINOを迎え、タイ若手ラッパーOG BOBBY & 1 MILLとのコラボレーションし作品をリリース。タイで「VVS (Good Peace)」のミュージックビデオも撮影し、YouTubeで公開した。

### 10年ぶりの日本帰国(2024年〜現在)
2024年、エグゼクティブプロデューサーにZETTONを迎え、新アルバム制作のために10年ぶりに日本へ帰国。エグゼクティブプロデューサーを務めるZETTONは、地元アーティストのROWSHI-籠獅-やBROWN SUGARなどのアーティストを手掛けたほか、安室奈美恵のアルバム『TSUKI』やベストアルバム『Finally (安室奈美恵のアルバム)』でもプロデューサーを務めた実績を持つ。そのZETTONを迎え、福岡で1ヶ月に渡るレコーディングを完遂。
なお、『Finally』は、発売後すぐに150万枚以上の売上を記録し、2017年度で最も売れたアルバムとなった。このような成功を背景に、HAR-COとZETTONの強力なコラボレーションが、次にどのようなインパクトをもたらすのかが注目される。

## エピソード

### 家族 / 人物
- 父は実業家。母型の家系は官庁勤めが多く、政治家の浜田幸一の遠縁に当たる。
- 姉はボストンバークリー音楽大の博士号を取得し、音楽家として活動している。

### 東京活動期 〜 友人関連
- 「鶴見ボーイズ」時代、行動を共にしていた人物にWBCムエタイヘビー級王者、“ファビアーノ・サイクロン”こと、ファビアーノ青木がいる。
- 横浜日吉で経営していたジム『SOUL FIGHTERS JAPAN[5]』はファビアーノ・サイクロンの実弟、イズマエル・青木がブラジリアン・トップチームで修行を積んだ経緯から、アントニオ・ホドリゴ・ノゲイラと話し合った結果、ブラジリアン・トップチーム日本支部として旗揚げした。
- ヒップホップクルーとなった「BAD HOP」のリーダー、T-Pablow、YZERR兄弟を筆頭にメンバー全員に一からヒップホップ教育をKM-MARKITと共に施し、『BAZOOKA!!! 高校生RAP選手権』に推薦するなど、スター街道を歩むための尽力をした。
- SCARS (グループ)のリーダーでもあるA-THUGをリーダーに据え、『K-CREW』を結成、目的は川崎全土のHIP HOP統一、またBAD HOPのメジャーデビューへの布石でもあった。
- 「THE RAIDERS」には、SATOSHI&TAKESHI from 山嵐 (バンド)、Mr.Low-D、DJ TY-KOH、HI-D等、KM-MARKITとJ.Sの人脈でヒップホップ界隈だけではない幅広いメンバーが集まった。
- タレントの立花亜野芽をSoul Sister表紙モデル、アメブロのオフィシャルブロガーに推薦、彼女のアメブロのタイトルである『Life is a Moment』[6]はJ.Sの右足に入っている同語のタトゥーが由来となっている。
- 日本サイケ界のカリスマ DJ KATO とも昵懇の仲。共にイベントを開催する等、ジャンルを超えたコミュニティを形成。彼が経営していたClub King&Queen Kawasakiの定期イベント『DO-NUTS』からはBAD HOPを始め、KOWICHIや、真木蔵人の息子 NOAH 等、その後メジャーになったアーティスト、タレントを多々輩出している。

## ディスコグラフィー
| リリース日     | 曲タイトル       | アーティスト   | Ftアーティスト                                         | 発表形式                                           | 作詞                                         | 作曲               |
| -------------- | ---------------- | -------------- | ------------------------------------------------------ | -------------------------------------------------- | -------------------------------------------- | ------------------ |
| 2011年7月27日  | HIGHER           | THE RAIDERS    | KM-MARKIT, OJ, 8, HAR-CO, D-ON, MINESIN, TAKESHI, YORK | THE RAIDERSデビューシングル c/w song SUGAR         | KM-MARKIT, MINESIN, D-ON, HAR-CO, 8, HI-D    | KM-MARKIT          |
| 2011年8月24日  | We the street    | THE RAIDERS    | KM-MARKIT, MINESIN, D-ON, HAR-CO, 8, HI-D              | アルバム『THE RAIDERS』                            | KM-MARKIT, MINESIN, D-ON, HAR-CO, 8, HI-D    | -                  |
| 2011年8月24日  | You don’t know   | THE RAIDERS    | 8, RUDE PLAYERS                                        | アルバム『THE RAIDERS』                            | KM-MARKIT, MINESIN, D-ON, HAR-CO, 8, HI-D    | -                  |
| 2012年9月19日  | Do You Remember  | HAR-CO         | HOZUMI                                                 | ソロ1stデジタルシングル                            | HAR-CO, HOZUMI                               | -                  |
| 2012年10月24日 | REMEMBER         | HAR-CO         | GO-ST                                                  | シングル                                           | HAR-CO, GO-ST                                | JOE IRON           |
| 2012年11月21日 | Beyond           | HOKT           | BIG RON, "HAR-CO", GORE-TEX                            | HOKT / X-RAY収録曲                                 | BIG RON, "HAR-CO", GORE-TEX                  | -                  |
| 2012年11月28日 | Fuck the World   | HAR-CO         | -                                                      | シングル                                           | HAR-CO                                       | SPOCK from N.C.B.B |
| 2012年12月19日 | Gangsta Road     | HAR-CO         | Ganxta Chee                                            | シングル                                           | HAR-CO                                       | GOST               |
| 2013年10月9日  | Back Down Richee | RICHEE         | HAR-CO, HI-D, KNUX a.k.a Mr.Austin                     | フューチャリング                                   | -                                            | -                  |
| 2017年3月17日  | Take a Minute    | United Asians  | J.S aka HAR-CO                                         | シングル                                           | J.S aka HAR-CO                               | Jack               |
| 2017年6月16日  | 618              | J.S HAR-CO     | -                                                      | シングル                                           | J.S HAR-CO                                   | Jack               |
| 2017年7月19日  | Samurai          | J.S HAR-CO     | -                                                      | ミニアルバム『J.S missile』                        | J.S HAR-CO                                   | Jack               |
| 2017年7月19日  | 911              | J.S HAR-CO     | Charles, United Asians                                 | ミニアルバム『J.S missile』                        | J.S HAR-CO, HunJik Kim                       | Jack               |
| 2017年7月19日  | LFR              | J.S HAR-CO     | Renzl, United Asians                                   | ミニアルバム『J.S missile』                        | J.S HAR-CO, HunJik Kim                       | Jack               |
| 2017年9月26日  | In the morning   | United Asians  | Charles, J.O                                           | アルバム『Unted Asians first missile』先行シングル | United Asians, Charles, J.O                  | Jack               |
| 2018年7月24日  | Chupi mami       | J.S HAR-CO     | Richee, Kera Beatz                                     | シングル                                           | J.S aka HAR-CO, Richee, Kera Beatz           | Obwirecords        |
| 2019年10月25日 | GUCCI ASIANS     | J.S aka HAR-CO | Frank Loco                                             | アルバム『Hustler』先行シングル                    | J.S aka HAR-CO, Frank Loco                   | Obwirecords        |
| 2020年4月29日  | Fast life        | J.S aka HAR-CO | Lil Eazy E, BIG RON                                    | シングル                                           | J.S aka HAR-CO, Lil Eazy E, DJ 2high         | DJ 2high           |
| 2020年6月3日   | Party Shawty     | J.S aka HAR-CO | Frank Loco, Arin, Kera Beatz                           | アルバム『Hustler』                                | J.S aka HAR-CO, Frank Loco, Arin, Kera Beatz | Obwirecords        |
| 2020年6月3日   | Gimme the Loot   | J.S aka HAR-CO | Kera Beatz, Frank Loco                                 | アルバム『Hustler』                                | Kera Beatz, Frank Loco                       | Obwirecords        |
| 2020年6月3日   | WRONG            | J.S aka HAR-CO | Frank Loco                                             | アルバム『Hustler』                                | J.S aka HAR-CO, Frank Loco                   | Obwirecords        |
| 2020年6月3日   | Check my Swag    | J.S aka HAR-CO | Frank Loco                                             | アルバム『Hustler』                                | J.S aka HAR-CO, Frank Loco                   | Obwirecords        |
| 2020年6月3日   | 247              | J.S aka HAR-CO | Frank Loco                                             | アルバム『Hustler』                                | J.S aka HAR-CO, Frank Loco                   | Obwirecords        |
| 2020年9月16日  | Dumb             | J.S aka HAR-CO | -                                                      | アルバム『No Doubt』                               | J.S aka HAR-CO                               | Jack               |
| 2020年9月16日  | HEY BOO          | J.S aka HAR-CO | BIG RON                                                | アルバム『No Doubt』                               | J.S aka HAR-CO, BIG RON                      | Knux aka.Mr.Austin |
| 2020年9月16日  | Found Love       | J.S aka HAR-CO | DJ MUNARI                                              | アルバム『No Doubt』                               | J.S aka HAR-CO                               | DJ MUNARI          |
| 2021年8月21日  | VVS (Good Peace) | J.S aka HAR-CO | OG BOBBY, 1 MILL                                       | シングル                                           | J.S aka HAR-CO, Og bobby, 1 Mill             | NINO               |

1. Higher feat.HAR-CO,KM-MARKIT,OJ,MINESIN,D-ON,TAKESHI & SATOSHI (Yamaarashi), 8,YORK released on 24.08.2011.
2. We the street feat.HAR-CO,KM-MARKIT,OJ,MINESIN,D-ON,8,HI-D released on 24.08.2011
3. You don’t know HAR-CO,8,RUDE PLAYERS released on 24.08.2011
4. Fuck the World released on 28.11.2012
5. Gangsta Road released on 26.12.2012
6. Remember released on 31.08.2012
7. Do you remember released on 14.09.2012
8. Beyond HAR-CO,BIG RON,GORE-TEX released on 21.11.2012
9. Back Down Richee feat HAR-CO, HI-D released on 09.10.2013
10. Take a Minute released on 17.03.2017
11. 618 released on 16.06.2017
12. J.S missile released on 19.07.2017
13. Samurai (J.S missile Mini Album) released on 19.07.2017
14. 911 feat Renzl (J.S missile Mini Album) released on 19.07.2017
15. LFR feat Renzl (J.S missile Mini Album) released on 19.07.2017
16. 911 Japanese released on 27.07.2017
17. Chupi Mami feat Richee, Kera Beatz released on 24.07.2018
18. Gucci Asians feat Frank Loco (Hustler Album) released on 25.10.2019
19. Fast Life  feat Lil Eazy E, BIG RON released on 29.04.2020
20. 247  feat Frank Loco (Hustler Album) released on 03.06.2020
21. Party Shawty feat Frank Loco, Arin & Kera Beatz (Hustler Album) released on 03.06.2020
22. Gimme The Loot feat Frank Loco, Arin & Kera Beatz (Hustler Album) released on 03.06.2020
23. Wrong released feat Frank Loco (Hustler Album) on 03.06.2020
24. Check My Swag feat Frank Loco (Hustler Album) released on 03.06.2020
25. Dumb (No Doubt Album) released on 16.09.2020
26. HEY BOO feat BIG RON (No Doubt Album) released on 16.09.2020
27. Found Love feat  DJ MUNARI (No Doubt Album) released on 16.09.2020
28. VVS (Good Peace) feat OG BOBBY & 1 MILL released on 21.08.2021